# Miss Amèrica
Miss America és un concurs de bellesa femenina que es realitza des de 1921. En el concurs participen 50 estats dels Estats Units més el districte de Colúmbia i les Illes Verges. El concurs concedeix beques a les guanyadores.

## Guanyadores

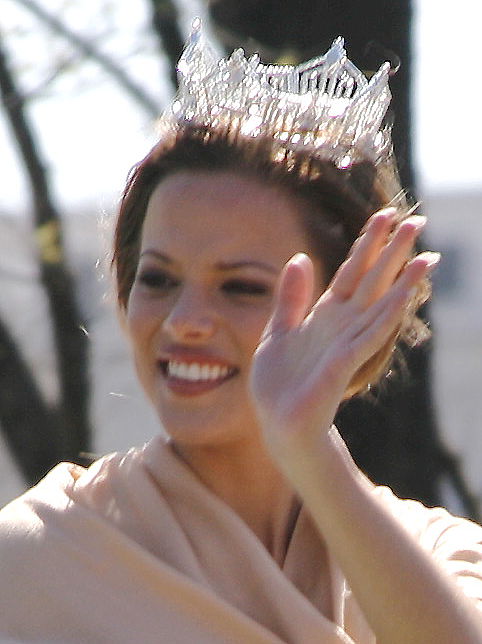
Katie Stam, Miss Amèrica 2009

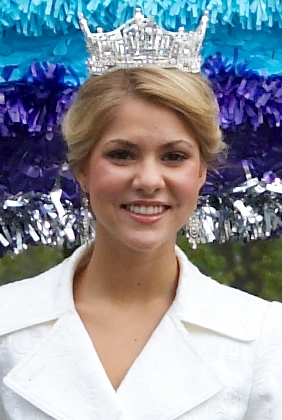
Kirsten Haglund, Miss Amèrica 2008

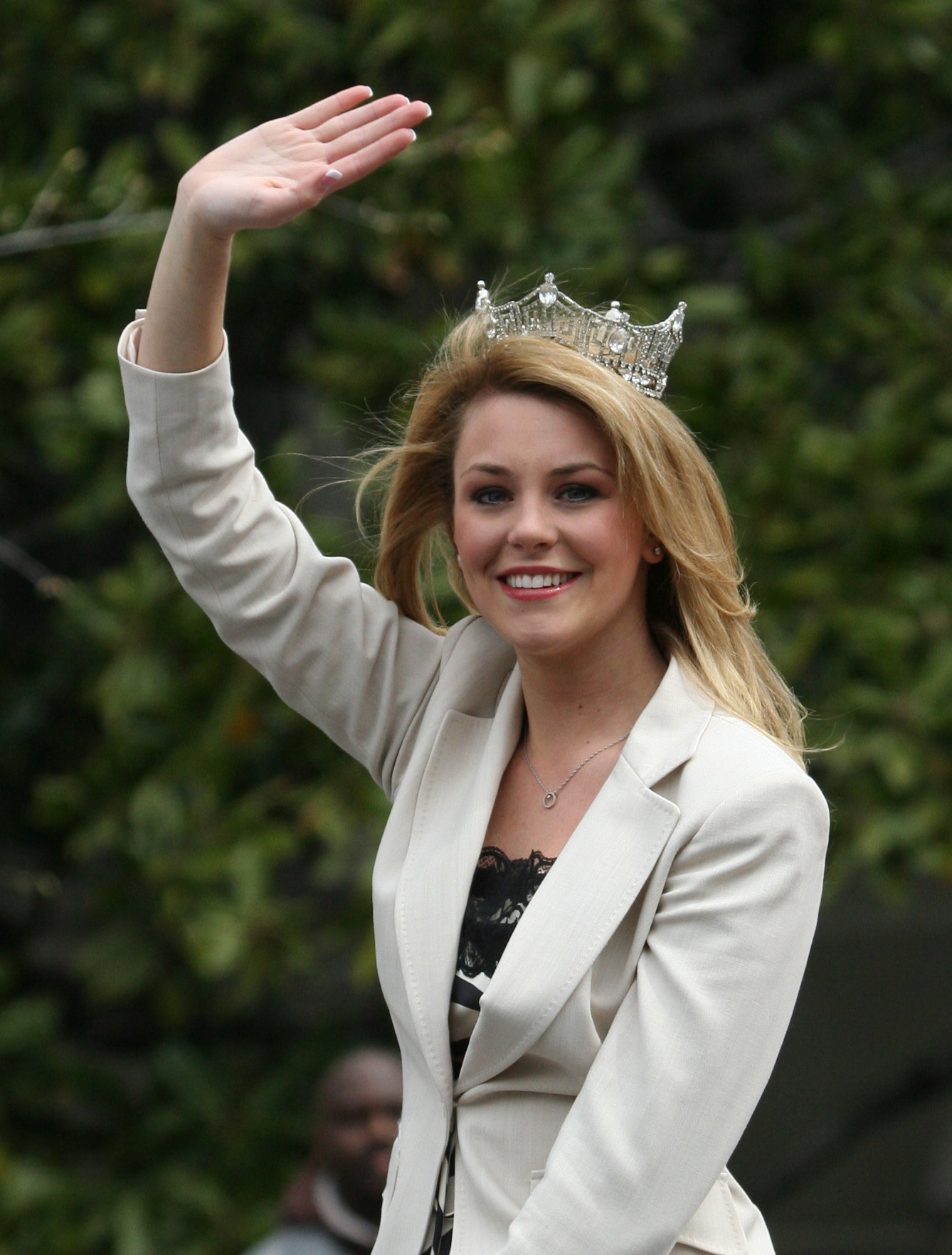
Lauren Nelson, Miss Amèrica 2007

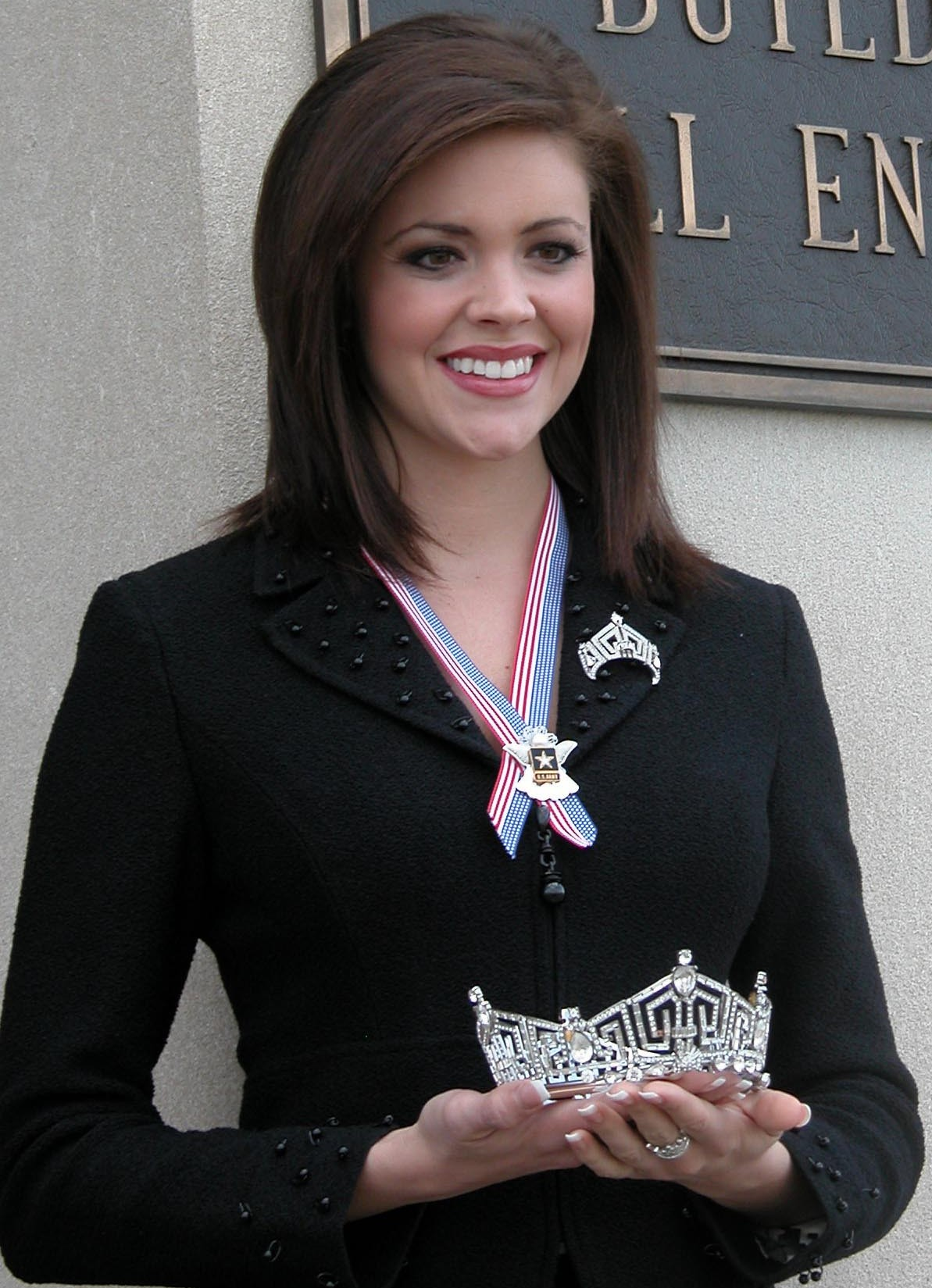
Jennifer Berry, Miss Amèrica 2006

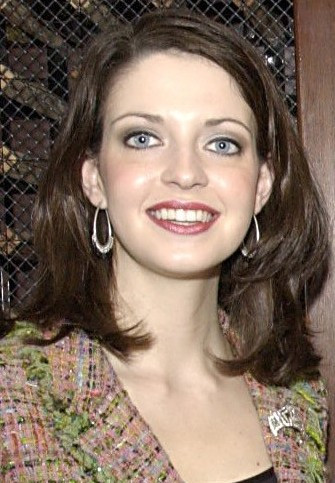
Deidre Downs, Miss Amèrica 2005

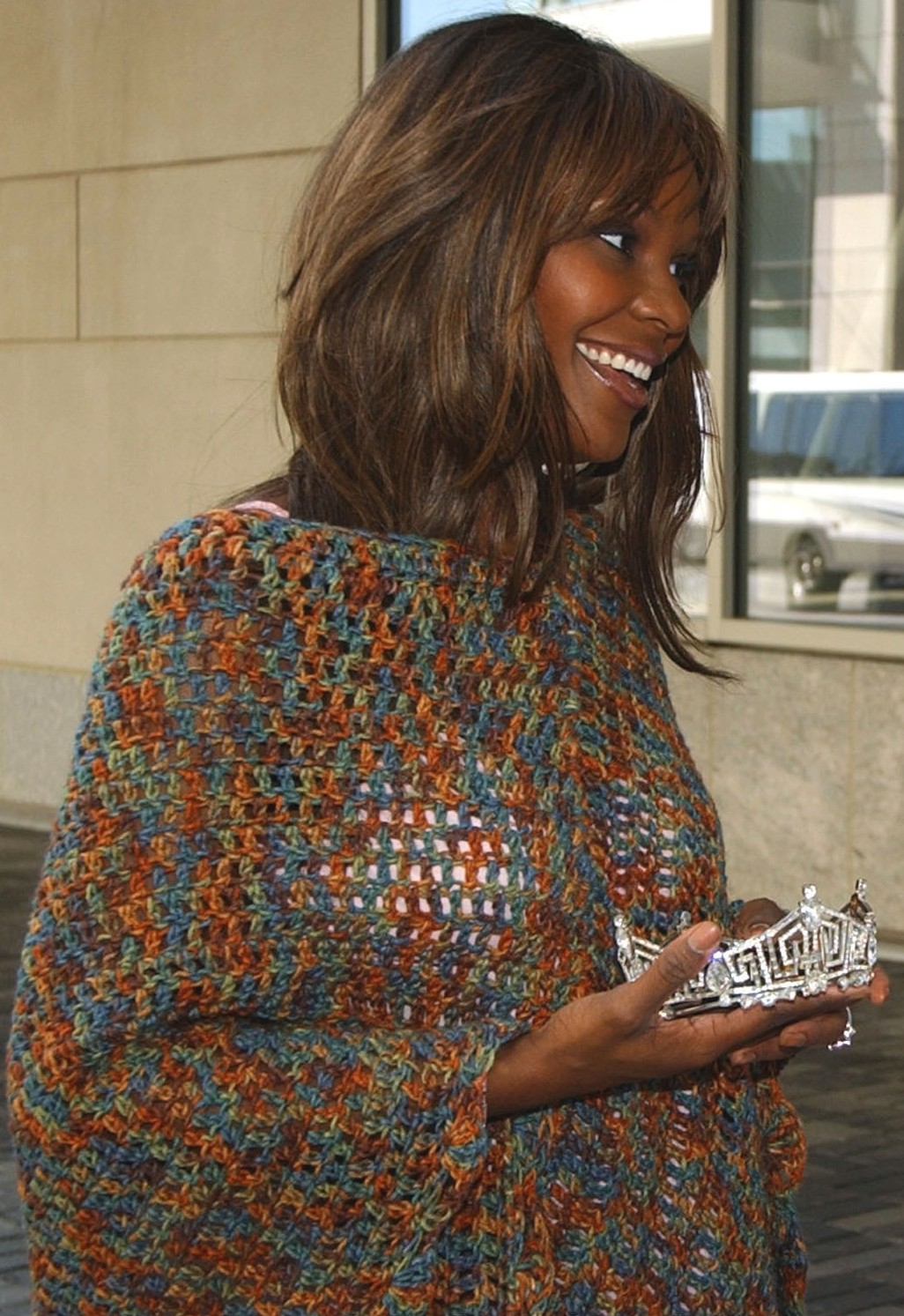
Ericka Dunlap, Miss Amèrica 2004

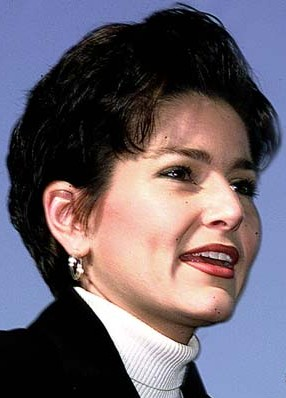
Heather French, Miss Amèrica 2000

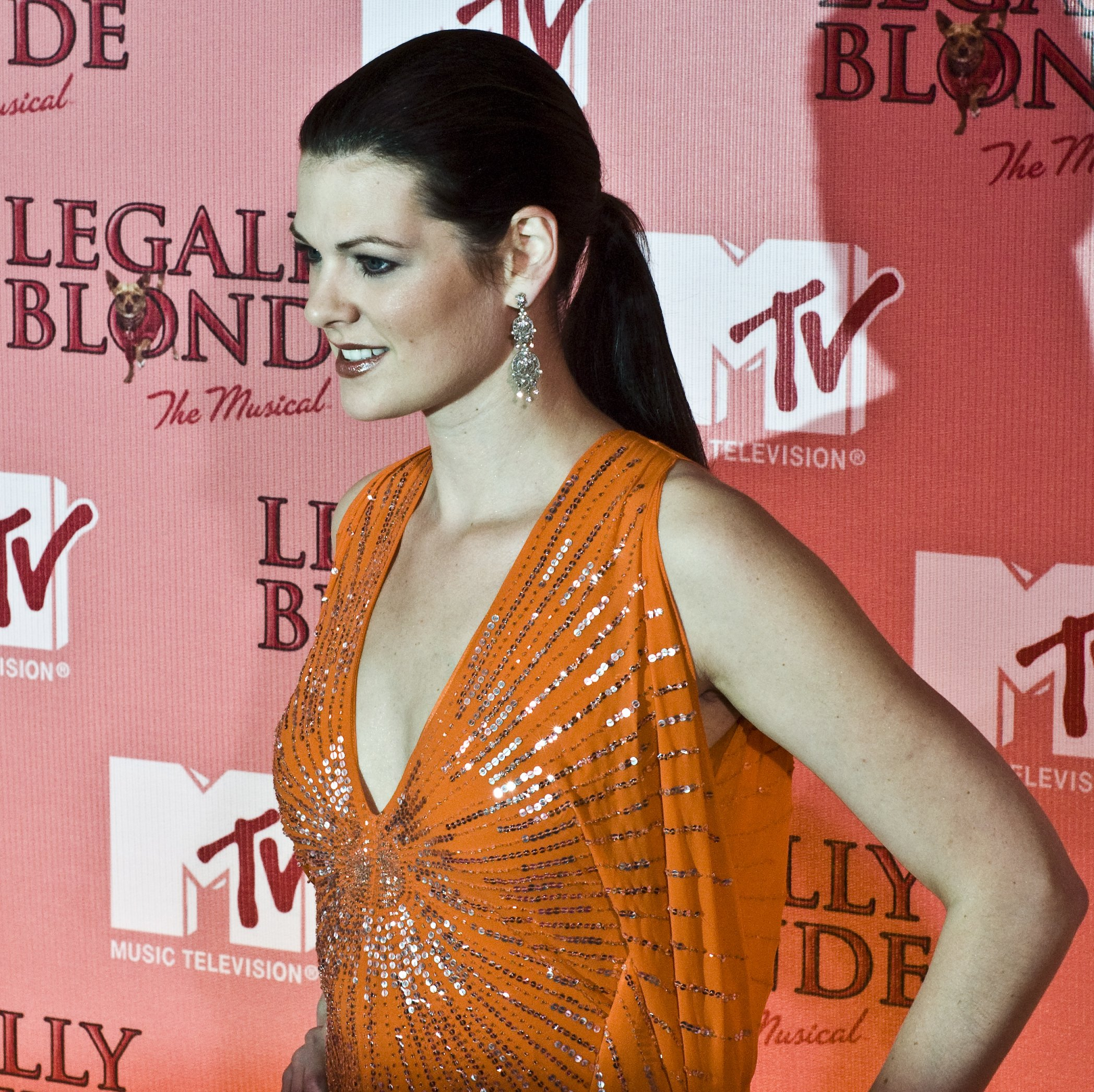
Kate Shindle, Miss Amèrica 1998

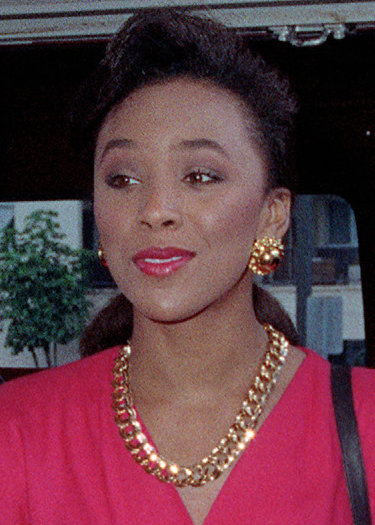
Debbye Turner, Miss Amèrica 1990

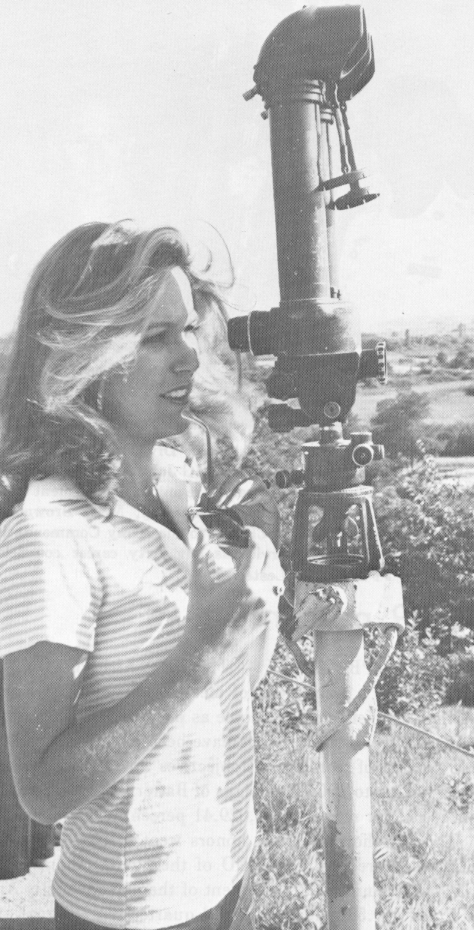
Dorothy Benham durant el tour de Miss Amèrica a Corea 1977.

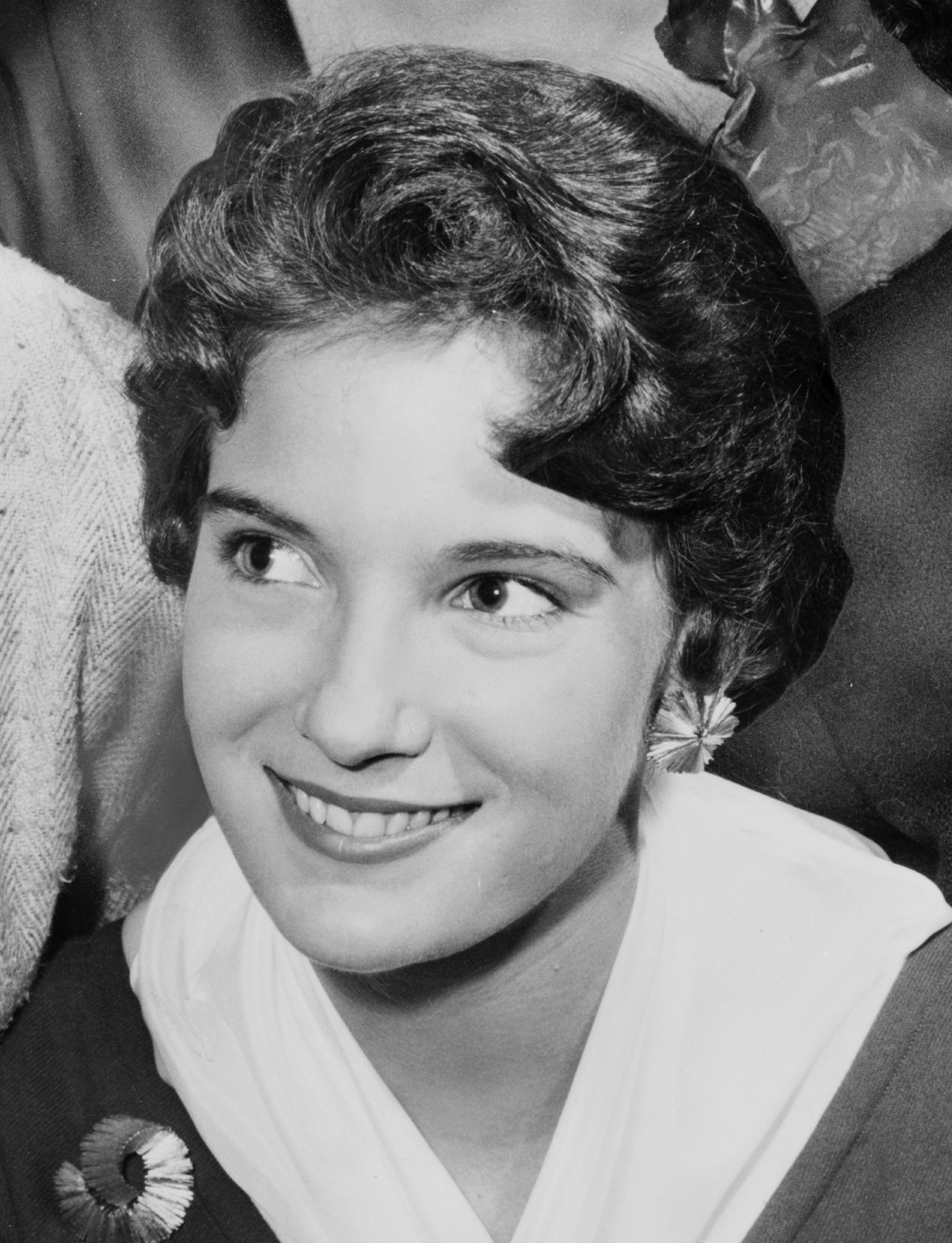
Lynda Lee Mead, Miss Amèrica 1960

| Any  | Miss Amèrica                | Representació                 |
| ---- | --------------------------- | ----------------------------- |
| 1921 | Margaret Gorman             | Washington DC                 |
| 1922 | Mary Campbell               | Columbus (Ohio)               |
| 1923 | Mary Campbell               | Columbus (Ohio)               |
| 1924 | Ruth Malcomson              | Filadèlfia (Pennsilvània)     |
| 1925 | Fay Lanphier                | Oakland (Califòrnia)          |
| 1926 | Norma Smallwood             | Tulsa (Oklahoma)              |
| 1927 | Lois Delander               | Joliet (Illinois)             |
| 1933 | Marian Bergeron             | West Haven (Connecticut)      |
| 1935 | Henrietta Leaver            | Pittsburgh (Pennsilvània)     |
| 1936 | Rose Coyle                  | Filadèlfia (Pennsilvània)     |
| 1937 | Bette Cooper                | Bertrand Island (Nova Jersey) |
| 1938 | Marilyn Meseke              | Marion (Ohio)                 |
| 1939 | Patricia Donnelly           | Detroit (Michigan)            |
| 1940 | Frances Marie Burke         | Filadèlfia (Pennsilvània)     |
| 1941 | Rosemary LaPlanche          | Los Angeles (Califòrnia)      |
| 1942 | Jo-Carroll Dennison         | Tyler (Texas)                 |
| 1943 | Jean Bartel                 | Los Angeles (Califòrnia)      |
| 1944 | Venus Ramey                 | Washington DC                 |
| 1945 | Bess Myerson                | Nova York )                   |
| 1946 | Marilyn Buferd              | Los Angeles (Califòrnia)      |
| 1947 | Barbara Jo Walker           | Memphis (Tennessee)           |
| 1948 | BeBe Shopp                  | Hopkins (Minnesota)           |
| 1949 | Jacque Mercer               | Litchfield Park (Arizona)     |
| 1951 | Yolande Betbeze             | Mobile (Alabama)              |
| 1952 | Colleen Kay Hutchins        | Salt Lake City (Utah)         |
| 1953 | Neva Jane Langley           | Macon (Geòrgia)               |
| 1954 | Evelyn Margaret Ay          | Ephrata (Pennsilvània)        |
| 1955 | Lee Meriwether              | San Francisco (Califòrnia)    |
| 1956 | Sharon Ritchie              | Denver (Colorado)             |
| 1957 | Marian McKnight             | Manning (Carolina del Sud)    |
| 1958 | Marilyn Van Derbur          | Denver (Colorado)             |
| 1959 | Mary Ann Mobley             | Brandon (Mississipi)          |
| 1960 | Lynda Lee Mead              | Natchez (Mississipi)          |
| 1961 | Nancy Fleming               | Montague (Michigan)           |
| 1962 | Maria Fletcher              | Asheville (Carolina del Nord) |
| 1963 | Jacquelyn Mayer             | Sandusky (Ohio)               |
| 1964 | Donna Axum                  | El Dorado (Arkansas)          |
| 1965 | Vonda Kay Van Dyke          | Phoenix (Arizona)             |
| 1966 | Deborah Irene Bryant        | Overland Park (Kansas)        |
| 1967 | Jane Anne Jayroe            | Laverne (Oklahoma)            |
| 1968 | Debra Dene Barnes           | Moran (Kansas)                |
| 1969 | Judith Anne Ford            | Belvidere (Illinois)          |
| 1970 | Pamela Anne Eldred          | West Bloomfield (Michigan)    |
| 1971 | Phyllis Ann George          | Denton (Texas)                |
| 1972 | Laurie Lea Schaefer         | Columbus (Ohio)               |
| 1973 | Terry Anne Meeuwsen         | De Pere (Wisconsin)           |
| 1974 | Rebecca Ann King            | Denver (Colorado)             |
| 1975 | Shirley Cothran             | Fort Worth (Texas)            |
| 1976 | Tawny Elaine Godin          | Yonkers (Nova York)           |
| 1977 | Dorothy Kathleen Benham     | Edina (Minnesota)             |
| 1978 | Susan Perkins               | Columbus (Ohio)               |
| 1979 | Kylene Barker               | Galax (Virgínia)              |
| 1980 | Cheryl Prewitt              | Ackerman (Mississipi)         |
| 1981 | Susan Powell                | Elk City (Oklahoma)           |
| 1982 | Elizabeth Ward              | Russellville (Arkansas)       |
| 1983 | Debra Maffett               | Anaheim (Califòrnia)          |
| 1984 | Vanessa Williams (renuncia) | Watertown (Nova York)         |
| 1984 | Suzette Charles             | Mays Landing (Nova Jersey)    |
| 1985 | Sharlene Wells              | Salt Lake City (Utah)         |
| 1986 | Susan Akin                  | Meridian (Mississipi)         |
| 1987 | Kellye Cash                 | Memphis (Tennessee)           |
| 1988 | Kaye Lani Rae Rafko         | Monroe (Michigan)             |
| 1989 | Gretchen Carlson            | Anoka (Minnesota)             |
| 1990 | Debbye Turner               | Mexico (Missouri)             |
| 1991 | Marjorie Judith Vincent     | Oak Park (Illinois)           |
| 1992 | Carolyn Suzanne Sapp        | Kailua-Kona (Hawaii)          |
| 1993 | Leanza Cornett              | Jacksonville (Florida)        |
| 1994 | Kimberly Clarice Aiken      | Columbia (Carolina del Sud)   |
| 1995 | Heather Whitestone          | Birmingham (Alabama)          |
| 1996 | Shawntel Smith              | Muldrow (Oklahoma)            |
| 1997 | Tara Dawn Holland           | Overland Park (Kansas)        |
| 1998 | Katherine Shindle           | Evanston (Illinois)           |
| 1999 | Nicole Johnson              | Roanoke (Virgínia)            |
| 2000 | Heather French              | Augusta (Kentucky)            |
| 2001 | Angela Perez Baraquio       | Honolulu (Hawaii)             |
| 2002 | Katie Harman                | Gresham (Oregon)              |
| 2003 | Erika Harold                | Urbana (Illinois)             |
| 2004 | Ericka Dunlap               | Orlando (Florida)             |
| 2005 | Deidre Downs                | Birmingham (Alabama)          |
| 2006 | Jennifer Berry              | Tulsa (Oklahoma)              |
| 2007 | Lauren Nelson               | Lawton (Oklahoma)             |
| 2008 | Kirsten Haglund             | Farmington Hills (Michigan)   |
| 2009 | Katie Stam                  | Seymour (Indiana)             |
| 2010 | Caressa Cameron             | Fredericksburg (Virgínia)     |
| 2011 | Teresa Scanlan              | Gering (Nebraska)             |
| 2012 | Laura Kaeppeler             | Kenosha, Wisconsin            |
| 2013 | Mallory Hytes Hagan         | Brooklyn, Nova York           |
| 2014 | Nina Davuluri               | Syracuse, Nova York           |
| 2015 | Kira Kazantsev              | Manhattan, Nova York          |
| 2016 | Betty Cantrell              | Geòrgia                       |
| 2017 | Savvy Shields               | Arkansas                      |

## Documentals
- The American Experience: Miss America – American Experience, Public Broadcasting Service (2001, 90 min)